# Benitatxell
(El Poble Nou de) Benitatxell (valencianisch, [benitaˈtʃeʎ]; deutsch: Das neue Dorf Benitatxell; spanisch Benitachell) ist ein Ort in der zur Valencianischen Gemeinschaft gehörenden Provinz Alicante.
Benitatxell hat 4.851 Einwohner (Stand: 2024), davon sind 70 % Ausländer, meist aus anderen EU-Staaten und ehemaligen EU-Staaten, vor allem aus Großbritannien.
Der Ortskern von Benitatxell liegt im Landesinneren, aber zum Ortsgebiet gehört ein 2 Kilometer langer Küstenstreifen am Mittelmeer. Der Ort liegt südlich des Tourismuszentrums Xàbia.
An der Küste von Benitatxell mündet der unterirdische Fluss Moraig. In seinem weitverzweigten, immer noch nicht vollständig erforschten Höhlensystem, kamen bislang drei Höhlentaucher ums Leben. Sie suchten nach der Stelle, ab der das Süßwasser des Moraig rein genug zur Gründung eines Trinkwasserbrunnens ist.